# Rupert Hoogewerf
Rupert Hoogewerf (nacido en 1970 en Luxemburgo), también conocido por su nombre chino Hu Run (en chino simplificado, 胡润; pinyin, Hú Rùn), es el presidente e investigador jefe de Hurun Report, un negocio de investigación, medios e inversiones, conocido por Hurun Rich List, una clasificación de las personas más ricas de China. Contador público calificado (ICAEW), Hoogewerf trabajó para Arthur Andersen, antes de lanzar Hurun Report.

## Carrera
Rupert Hoogewerf nació en Luxemburgo, hijo de Francis y Angela Hoogewerf, se graduó con una licenciatura en chino y japonés en la Universidad de Durham (St Cuthbert's Society) en 1993. Antes de eso, estaba en Eton College y St Ronan's School.
Después de la universidad, Hoogewerf trabajó durante 7 años en Arthur Andersen en Londres y Shanghái, poco después de llegar a China, Hoogewerf lanzó el Hurun Report.
Fundada en 1999, Hurun Report es una empresa privada que produce listas e investigaciones. El producto más conocido de la compañía es Hurun Rich List. A través del Hurun Report, Rupert Hoogewerf se consideró ampliamente como una opinión influyente en China.
Otras IP clave incluyen Hurun Global Unicorns, una clasificación de las empresas privadas más valiosas del mundo establecidas después de 2000; Hurun China 500 Private Companies, una clasificación de las empresas no estatales más valiosas de China; y Hurun Art List, una clasificación de los artistas más vendidos del mundo, basada en las ventas de sus obras en una subasta pública.
Hurun lanzó Hurun India en 2012, bajo el liderazgo de Anas Rahman Junaid, graduado de la Universidad de Oxford. Junaid conoció a Rupert a través de la Universidad de Oxford y el dúo pensó que era el momento adecuado para hablar sobre la creación de riqueza en India, ya que vieron a India en auge.
La Escuela de Negocios de la Universidad de Durham en noviembre de 2018 nombró a Hoogewerf a su personal académico como profesor en la práctica, en reconocimiento de su contribución sustancial de por vida al avance y la aplicación dentro de su profesión elegida.